# Monobrachium antarctica
Monobrachium antarctica är en nässeldjursart som beskrevs av Robins 1972. Monobrachium antarctica ingår i släktet Monobrachium och familjen Olindiasidae.
Artens utbredningsområde är Södra Ishavet. Inga underarter finns listade i Catalogue of Life.